# Lamèch (Mondkrater)
Lamèch ist ein kleiner Einschlagkrater auf der nordöstlichen Mondvorderseite, südlich des Nebenkraters Eudoxus D, südwestlich des Kraters Eudoxus.
Der Krater ist schalenförmig, der Kraterrand ist erodiert.
Der Krater wurde 1935 von der IAU nach dem französischen Selenographen Félix Chemla Lamèch offiziell benannt.